# Neolita perstriata
Neolita perstriata là một loài bướm đêm trong họ Noctuidae.